# Textorial Park
Textorial Park – centrum biurowe w Łodzi, położone przy ulicy Fabrycznej 17. Składa się z trzech niezależnych budynków biurowych, połączonych przeszklonym atrium. Powierzchnia biurowa kompleksu wynosi 11 613 m². Otwarty 16 stycznia 2009 roku Textorial Park jest pierwszym w Łodzi biurowcem posiadającym standard klasy A.
Biurowiec jest własnością St. Paul's Developments Polska. Do grona najemców należą m.in. Kofeina, LUX MED, Mabion, .mdd, Media Expert, One Wall Design, PCG, Peoplevox, Surchem, Three Chimneys.

## Architektura
Centralnym punktem kompleksu jest zrewitalizowany magazyn bawełny Karola Scheiblera z ok. 1890 r. (wpisany do łódzkiego wojewódzkiego rejestru zabytków), zaprojektowany przez znanego architekta Hilarego Majewskiego. Projekt architektoniczny oraz koncepcja użytkowa nawiązują do historycznego oblicza łódzkiego Księżego Młyna. Inwestor zadbał o odtworzenie detali, m.in. odbudowano stylową 171–metrową rampę biegnącą wzdłuż budynku magazynu, zaznaczono również szlak kolejowy, dawniej służący do transportu bawełny. Pozostałe budynki Textorial Parku zostały zaprojektowane przez łódzką pracownię architektoniczną Diehl Architekci.

## Standard
Klasa budynków: A – indywidualnie sterowana klimatyzacja z regulacją wilgotności, podnoszone podłogi, podwieszane sufity, wzmocnione stropy w serwerowniach, wysokogatunkowe wykładziny podłogowe o wysokim stopniu ścieralności, cichobieżne windy, okablowanie elektryczne i telefoniczne, całodobowa ochrona, 24h monitoring pożarowy SAP. Kompleks jest przystosowany do użytkowania przez osoby niepełnosprawne.

## Specjalna Strefa Ekonomiczna
Teren kompleksu Textorial Park posiada status Łódzkiej Specjalnej Strefy Ekonomicznej, umożliwiając najemcom skorzystanie z ulg podatkowych.